# شهرداری آخالکالاکی
شهرداری آخالکالاکی (گرجی: ახალქალაქის მუნიციპალიტეტი) یک از شهرداری‌های گرجستان در استان سامتسخه-جاواختی است. مرکز اصلی آن آخالکالاک است.